# 30e Legerkorps (Wehrmacht)
Het Duitse 30e Legerkorps (Duits: Generalkommando XXX. Armeekorps) was een Duits legerkorps van de Wehrmacht tijdens de Tweede Wereldoorlog. Het korps voerde in 1939/40 grensbewaking uit aan de Duitse Westgrens en nam vervolgens deel aan Fall Rot en de Balkan-campagne. Vervolgens gedurende drie jaar aan het Oostfront, eerst in het zuiden, vervolgens noord en midden om weer zuidelijk uit te komen na de slag om Stalingrad. Terugtrekkend tot in Roemenië, waar het korps werd vernietigd. Een tweede inzet volgde als 30e Legerkorps z.bV. in Nederland in 1944/45.

## Krijgsgeschiedenis

### Oprichting
Het 30e Legerkorps werd opgericht op 26 augustus 1939 in Wehrkreis XI.

### 1939
Het korps werd begin september 1939 naar de Nederrijn verplaatst en onder bevel van de Armee-Abteilung A geplaatst.

### 1940

Fall Rot, 2e fase

Tijdens de Schemeroorlog en de daaropvolgende veldtocht in het Westen stond het korps onder bevel van het 1e Leger aan het Saarfront. In mei 1940 werd het korps na het begin van Fall Gelb met de 93e, 95e en 79e Infanteriedivisies aan de rechtervleugel van het 1e Leger ingezet, maar bleef in de verdediging. In de tweede aanvalsfase (Fall Rot) werd het versterkt met de 258e Infanteriedivisie en met het 12e Legerkorps bij Saarbrücken geconcentreerd voor een doorbraak. Op 12 juni 1940 begon de aanval tegen de Maginotlinie, de bunkerlinie tussen Freyming-Merlebach en Puttelange-aux-Lacs werd doorbroken. Via Morhange volgde de opmars in de richting van Nancy. Marcherend via Dieuze, werd het Marne-Rijnkanaal overgestoken bij Paroy-Nouacourt, waarop het Franse leger zich terugtrok. De verdere opmars vond plaats via Lunéville naar de Meurthe in Maison de Brique. Na de oversteek over de Moezel bij Châtel-sur-Moselle, beëindigde het staakt-het-vuren de gevechten in het gebied ten noorden van Épinal. Vanaf 5 juli 1940 werd het korps verplaatst naar het Generaal-gouvernement. Aan het eind van het jaar beschikte het korps over de 76e en 258e Infanteriedivisies.

### 1941
In januari 1941 werd het korps met het 12e Leger uit Polen naar Bulgarije overgebracht. Begin april waren voor de aanval op Griekenland de 50e en 164e Infanteriedivisies toegewezen. Taak was de bezetting van het noordoostelijke Griekse grondgebied. Het kleine stadje Xanthi viel op 8 april in Duitse handen, gevolgd door de bezetting van de eilanden Thasos (16 april), Samothrake (19 april) en Limnos (25 april). Na de Balkancampagne volgde een verplaatsing naar Roemenië, ten oosten Iași, onder het 11e Leger. Aan het begin van Operatie Barbarossa was naast de 198e Infanteriedivisie ook het Roemeense 4e Legerkorps (13e en 14e Divisie) onder bevel gesteld. De linkerbuurman was het 11e Legerkorps, rechts sloot het 54e Legerkorps aan. Op 2 juli begon de aanval van het 11e Leger over de Proet, op 12 juli werd de Dnjestr overgestoken bij Soroca in het gebied rond Yampil. Op 25 juli werd Bălţin ingenomen. Op 10 augustus lag het korps op de lijn noordoost Wlodislowka - Beresowka en bereikte een paar dagen later de boeg tussen Trichoty en Kowoljanka. De opmars door Taurië bereikte eind augustus op de Dnjepr bij  Berislaw. Op 30 augustus verkreeg de 22e Infanteriedivisie de overgang over de Dnjepr en vestigde een bruggenhoofd op de zuidelijke oever. Meteen volgden als versterking de 46e en 170e Infanteriedivisies. De rivierovergang werd aan de rechterkant vergezeld door de LIV. en links het Roemeense bergkorps. Op 26 september 1941 lanceerden het Sovjet 9e en 18e Leger met in totaal twaalf divisies een aanval op het oostfront van het korps (22e en 72e Infanteriedivisies). Maar, grotendeels onopgemerkt door het Rode Leger, was intussen de Panzergruppe 1 vanuit het noorden in actie gekomen. Op 1 oktober ging het korps in de  Slag om de zee van Azov in samenwerking met het 3e Roemeense Leger tot de tegenaanval over en brak tot 8 oktober over de Molochna diep in de posities van het 9e Sovjetleger binnen. Op 11 oktober waren sterke Sovjet-eenheden in het gebied Bolschoi Tokmak - Marioepol – Berdjansk omcirkeld. Vervolgens werd het korps ingezet voor de verovering naar de Krim. De aanval van het 11e Leger met het 54e Legerkorps voorop, startte op 18 oktober. Maar pas op 28 oktober kon de doorbraak plaatsvinden. De rest van de Krim werd nu snel veroverd. Het korps trok recht naar het zuiden, naar de zuidkaap en bezette achtereenvolgens de steden Simferopol, Jalta en Alupka. Vervolgens werd de zuidoostelijke sector van de ring rondom Sebastopol ingenomen. Tijdens de eerste aanvallen op de vesting Sebastopol, tussen 11 en 21 november, was het korps niet actief betrokken. Bij de tweede aanval, vanaf 17 december, nam het korps deel aan de gevechten. Maar 72e en 170e Infanteriedivisies (mbv de 1e Roemeense Bergbrigade) bereikten weinig, en zeker geen doorbraak. Deze aanvallen eindigde toen de Sovjets op 26 december een sterke amfibische aanval uitvoerden op het schiereiland Kertsj en de Duitsers ter versterking troepen daarheen verplaatsen moesten, en ook het korps was daarbij.

### 1942
Op 15 januari 1942 viel korps aan in samenwerking met de 1e Roemeense Bergdivisie met sterke lucht- en artillerie-ondersteuning en was in staat om de haven van Feodosija binnen drie dagen te heroveren. Het Sovjet 44e Leger verloor 16.700 soldaten en 85 tanks in het Feodosia-gebied. Desondanks slaagde het Sovjet Krimfront erin meer eenheden (47e en 51e Leger ) op het schiereiland Kertsj te brengen. En gebruikte dit om in vier offensieven tussen 27 februari tot 11 april te trachten de defensieve lijn van het 42e Legerkorps en het 30e Legerkorps  (Wehrmacht) over de landengte van Parpach, zonder succes. Op 8 mei lanceerde het 11e Leger de uiteindelijke aanval op het schiereiland Kertsj: Operatie Trappenjagd. Het korps had een wezenlijk aandeel, opererend met de 132e, 28e Jägerdivisie en 50e en 132e Infanteriedivisies. Al op de eerste dag doorbrak het korps de linies van het Sovjet 44e Leger, waardoor de 22e Pantserdivisie door kon breken en het Sovjet 51e Leger kon omsingelen. Na de overgave van dit leger op 11 mei, was het korps vrij om de achtervolging richting Kertsj in te zetten. Op 20 mei waren de officiële gevechten afgelopen en waren drie Sovjets legers vernietigd. Nu, met de handen vrij in het oosten, keerden de Duitsers terug naar Sebastopol. 

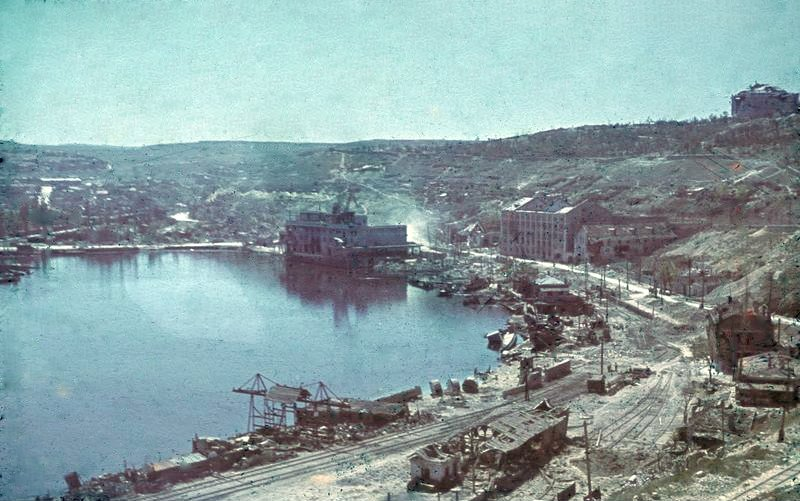
De verwoeste haven van Sebastopol na de slag

Na het succes op Kertsj lanceerde het 11e leger op 7 juni de aanval op het fort Sebastopol: Operatie Störfang. Het korps nam deel met de 28e Jägerdivisie en de 72e en 170e Infanteriedivisies. Op 20 juni nam de 170e Infanteriedivisie bezit van de Fedjukini hoogten, brak de 72e Infanteriedivisie in de Sapun-positie, en legde de 28e Jägerdivisie een ring rond de vestingwerken van Balaklava. In de verdere aanval leidde de 170e Infanteriedivisie begin juli de aanval op het fort Maxim Gorki II en drong vervolgens door op het schiereiland Chersonesos. In augustus 1942 vond de verplaatsing van het korps naar Leningrad plaats, om de definitieve inname van deze stad te bewerkstelligen. Maar voor het zover was moest het korps medio september al ingrijpen met een tegenaanval vanuit het Mga-gebied in noordelijke richting in de Eerste Ladoga-slag. Hiervoor beschikte het korps over de 3e Bergdivisie en de 24e, 132e en 170e Infanteriedivisies. Op 24 september was de 132e Infanteriedivisie doorgebroken naar Gaitolovo en had de verbinding met de 121e Infanteriedivisie van 26e Legerkorps gemaakt. Daarmee werden verschillende Sovjets divisies ingesloten en vernietigd. Na deze slag werd het korps verplaatst naar de naad tussen Heeresgruppe Nord en Heeresgruppe Mitte en voerde het daar voorbereidingen uit voor Operatie "Taubenschlag" (geplande maar niet uitgevoerde operatie van het 11e Leger tegen Toropets). Maar nadat bij Stalingrad een 200 km breed gat in de frontlijn was ontstaan, werd het korps naar het zuiden naar Heeresgruppe B verplaatst.

### Als Armee-Abteilung Fretter-Pico
Op 23 december 1942 werd uit de staf van het 30e Legerkorps de Armee-Abteilung Fretter-Pico  gevormd bij Heeresgruppe B.
De Armee-Abteilung Fretter-Pico werd ontbonden op 3 februari 1943 en de eenheden onder bevel van de Armee-Abteilung werden opgenomen in het weer heropgerichte 30e Legerkorps.

### 1943
Net weer als 30e Legerkorps, moest meteen Voroshilovgrad op 14 februari opgegeven worden, bij gebrek aan krachten. In het gebied Lysytsjansk verdedigde vooralsnog de 19e Pantserdivisie van het 3e Pantserkorps tegen de aanval van de Groep Popov, die de Donets-verdediging van de 320e Infanteriedivisie terzijde schoof en met drie Tankkorpsen in de lege ruimte tussen Kupyansk en Slavyansk naar het westen doorbrak richting Pavlograd. De komst van de 335e Infanteriedivisie stabiliseerde het Donets-front van het 1e Pantserleger tot 25 februari 1943 in het Pervomaisk-gebied. Het korps verdedigde samen met het 3e Pantserkorps de hoge oever van het Donets-front van Lysytsjansk tot de hoogten van Slavyansk. De aanvallen op de rechtervleugel van het 1e Pantserleger in Slavyansk konden op tijd worden afgeslagen door de 7e Pantserdivisie. Het korps beschikte voor de Donets verdediging over de 38e, 62e, 333e en 387e infanteriedivisies. Nu bleef deze frontlinie relatief rustig gedurende meer dan vijf maanden. Als gevolg van de Sovjet-opmars tijdens de Donbass-Operatie vanaf 16 augustus 1943 werd het 6e Leger gedwongen zich terug te trekken naar het Westen. De posities van het korps (met de 62e, 38e, 33e, 387e Infanteriedivisies) in Artyomovsk en Konstantinovka werden verlaten. De terugtocht naar de Dnjepr liep via Pavlograd naar Dnepropetrovsk, waar nog maar twee bruggen over waren voor de rivierovergang. De divisies van het korps kregen veel te brede sectoren aangewezen en bovendien bevond zich in de korpssector ook de stad Dnepropetrovsk. Het verwachte offensief van het 2e Oekraïense front tegen het 1e Pantserleger startte op 15 oktober 1943, en de verdediging van de 46e, 257e, 387e en 304e Infanteriedivisies stortte snel in. Op 25 oktober werd Dnepropetrovsk ingenomen door het Sovjet 46e Leger. Begin november consolideerde het front van het korps zich tussen Alexandrovka en aanleunend aan de Dnjepr in Augustinovka. Op 5 december 1943 volgde een nieuw Sovjet-offensief met zeven Fusilierdivisies, maar het korps kon zich staande houden. Op 19 december probeerden de Sovjet-troepen weer door te breken, nu met 4 tot 5 Fusilierdivisies en een Tankkorps, maar de verdediging hield stand. Vooral het 477e Infanterieregiment (Oberst Harhaus) van de 257e Infanteriedivisie onderscheidde zich, en additioneel werd de 11e Pantserdivisie op het kritieke moment ingezet.

### 1944

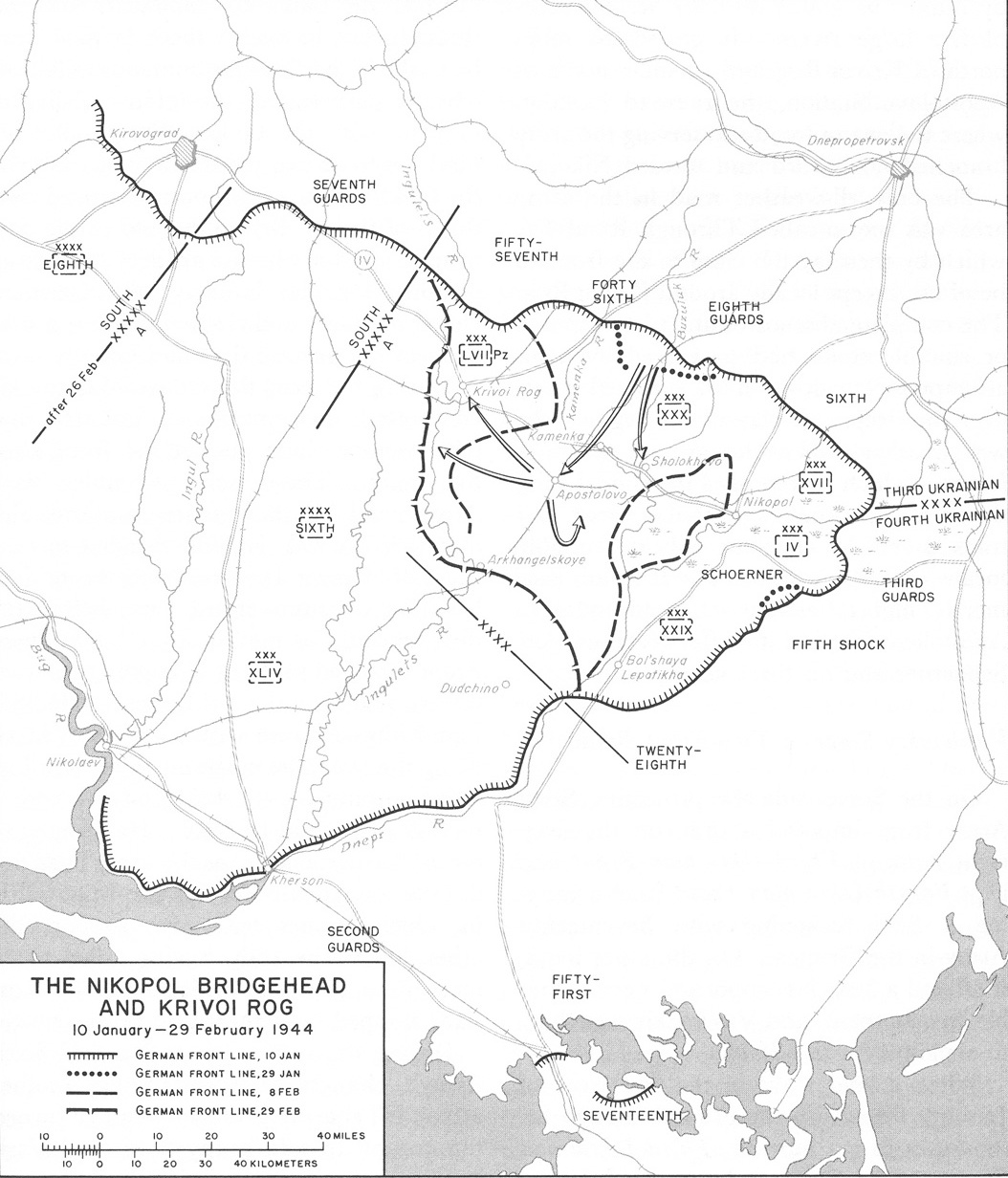
Het Nikopol–Kryvy Rih Offensief

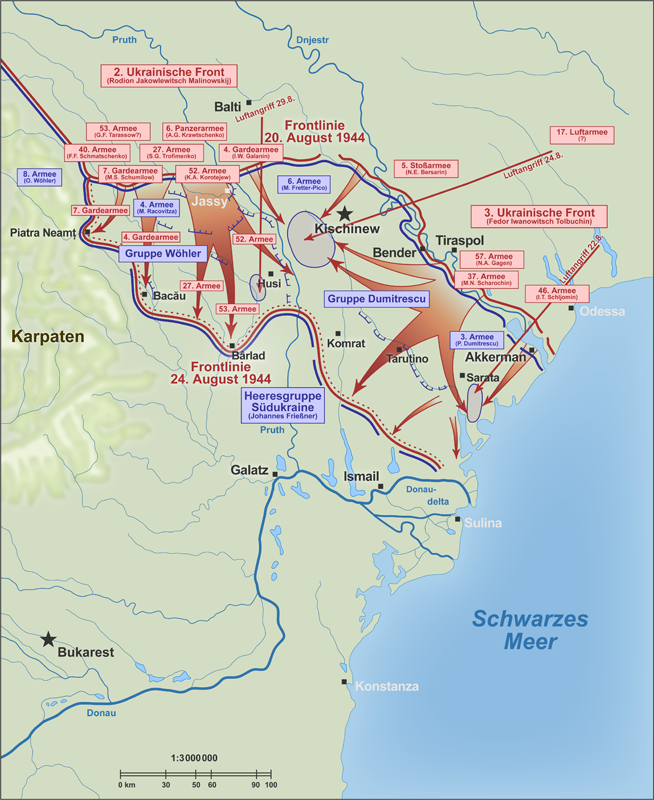
Het Sovjet Iași–Chișinău Offensief

Begin 1944 beschikte het korps over de 46e, 257e, 304e, 306e en 387e Infanteriedivisies plus de 16e Pantsergrenadierdivisie. De Russen vielen opnieuw het korps aan en de 9e Pantserdivisie moest ondersteunen. Het dooiweer maakte het terrein snel onbegaanbaar. Toen de vlak daarvoor toegewezen 24e Pantserdivisie plotseling weer werd weggehaald, volgde meteen de doorbraak van het Sovjet 8e Gardeleger en twee Tankkorpsen op 31 januari richting Apostolovo. Onder grote inspanning lukte het korps zich rond Kryvy Rih aan de Ingulets een tussenpositie in te nemen. Op 22 februari werd Kryvy Rih alsnog ontruimd en op 26 februari begonnen de verwachte zware aanvallen op de Ingulez-sector. Al begin maart werd het korps door het 29e Legerkorps afgelost om een nieuwe positie langs de Zuidelijke Boeg te organiseren. Tijdens het Sovjet Beresnegowatoje-Snigirjov offensief (6 tot 18 maart 1944) ging Novy Bug verloren, de terugtocht naar het westen liep via Voznesensk. Op 30 maart bereikten de terugtrekkende eenheden van het korps de verdedigingslinies langs de Tiligul ten noordoosten van Odessa. Het 6e Leger probeerde met hulp van Roemeense eenheden een nieuw stabiel front op te bouwen achter de Dnjestr en een Sovjet-inval in Bessarabië te voorkomen. De oversteek van de Dnjestr vergde veel inspanning en de 76e Infanteriedivisie kreeg de opdracht om bij Tiraspol een extra brugovergang te maken. Slechts op één plaats hadden de Sovjet-achtervolgers voet aan de grond gekregen op de andere oever, dit bruggenhoofd werd door de 302e Infanteriedivisie verkleind. Het korps stond begin augustus ten zuiden van Tiraspol tegenover het bruggenhoofd van het Sovjet 57e Leger met de 15e, 257e, 302e, 306e en 384e Infanteriedivisies in de frontlijn. Vier maanden duurde de (relatieve) rust. Op 20 augustus begon het Sovjet Iași–Chișinău Offensief. Opnieuw kon het korps de aanvallen van de superieure strijdkrachten van het 3e Oekraïense Front niet weerstaan. Het korps werd doorbroken en opzij geschoven. De Sovjet-troepen van het 2e en 3e Oekraïense Front ontmoetten elkaar op 23 augustus bij Leova aan de Proet. In deze operatie waren 16 Duitse divisies van het 6e Leger omsingeld. Het korps vocht zich moeizaam terug, tezamen met 3 andere korpsen, maar een overgang over de Proet lukte niet meer tegenover de Sovjet-overmacht. In de dagen rond 27 augustus was er van een georganiseerde leiding of weerstand al geen sprake meer.
Op 29 augustus hield het 30e Legerkorps op te bestaan bij Tomai. Officieel werd het korps op 27 september 1944 ontbonden.

### Heroprichting als Armeekorps z.b.V.
Het 30e Legerkorps z.b.V werd op 20 oktober 1944 opgericht door omdopen van het 65e Legerkorps z.b.V..

### 1944/45
Het korps werd gelegerd in Nederland, meer specifiek in de Zuid-Hollandse Eilanden. Hier bleef het gedurende de gehele winter 1944/45 aan een relatief rustig frontdeel. Op 1 maart 1945 beschikte het korps alleen over een Kampfgruppe 346e Infanteriedivisie.
Het 30e Legerkorps z.b.V. capituleerde op 5 mei 1945 bij Rotterdam.

## Bovenliggende bevelslagen
| Leger              | Legergroep              | Plaats/regio                             | Begin            | Eind             |
| ------------------ | ----------------------- | ---------------------------------------- | ---------------- | ---------------- |
| Armee-Abteilung A  | Heeresgruppe C          | Nederrijn                                | september 1939   |                  |
| 1. Armee           | Heeresgruppe C          | Saarpfalz, Frankrijk                     | oktober 1939     | juli 1940        |
| 18. Armee          | OKH                     | Generaalgouvernement                     | juli 1940        | augustus 1940    |
| 4. Armee           | Heeresgruppe B          | Generaalgouvernement                     | september 1940   | december 1940    |
| direct onder bevel | OKH                     | Roemenië                                 | januari 1941     | januari 1941     |
| 12. Armee          | OKH                     | Roemenië                                 | februari 1941    | februari 1941    |
| Panzergruppe 1     | Bulgarije               | Roemenië                                 | maart 1941       |                  |
| 12. Armee          | OKH                     | Griekenland                              | april 1941       | mei 1941         |
| 11. Armee          | Heeresgruppe Süd        | Proet, Perekop, Krim, Kretsj, Sebastopol | juni 1941        | 7 juli 1942      |
| 11. Armee          | Heeresgruppe A          | Sebastopol                               | 7 juli 1942      | augustus 1942    |
| 18. Armee          | Heeresgruppe Nord       | Leningrad                                | augustus 1942    | september 1942   |
| 11. Armee          | Heeresgruppe Nord       | Leningrad                                | oktober 1942     | oktober 1942     |
| 18. Armee          | Heeresgruppe Nord       | Leningrad                                | november 1942    | november 1942    |
| 9. Armee           | Heeresgruppe Mitte      | Velizj                                   | december 1942    | 23 december 1942 |
|                    |                         |                                          |                  |                  |
| 1. Panzerarmee     | Heeresgruppe Don        | Donets                                   | 3 februari 1943  | 12 februari 1943 |
| 1. Panzerarmee     | Heeresgruppe Süd        | Donets, Dnjepr, Nikopol                  | 12 februari 1943 | 31 december 1943 |
| 6. Armee           | Heeresgruppe A          | Nikopol, Oeman                           | 1 januari 1944   | 30 maart 1944    |
| 6. Armee           | Heeresgruppe Südukraine | Dnjestr, Chișinău                        | 1 april 1944     | 29 augustus 1944 |
|                    |                         |                                          |                  |                  |
| 15. Armee          | Heeresgruppe H          | Nederland                                | 23 november 1944 | 16 december 1944 |
| 25. Armee          | Heeresgruppe H          | Nederland                                | 17 december 1944 | 7 april 1945     |
| 25. Armee          | OB Nordwest             | Nederland                                | 7 april 1945     | 5 mei 1945       |

## Commandanten

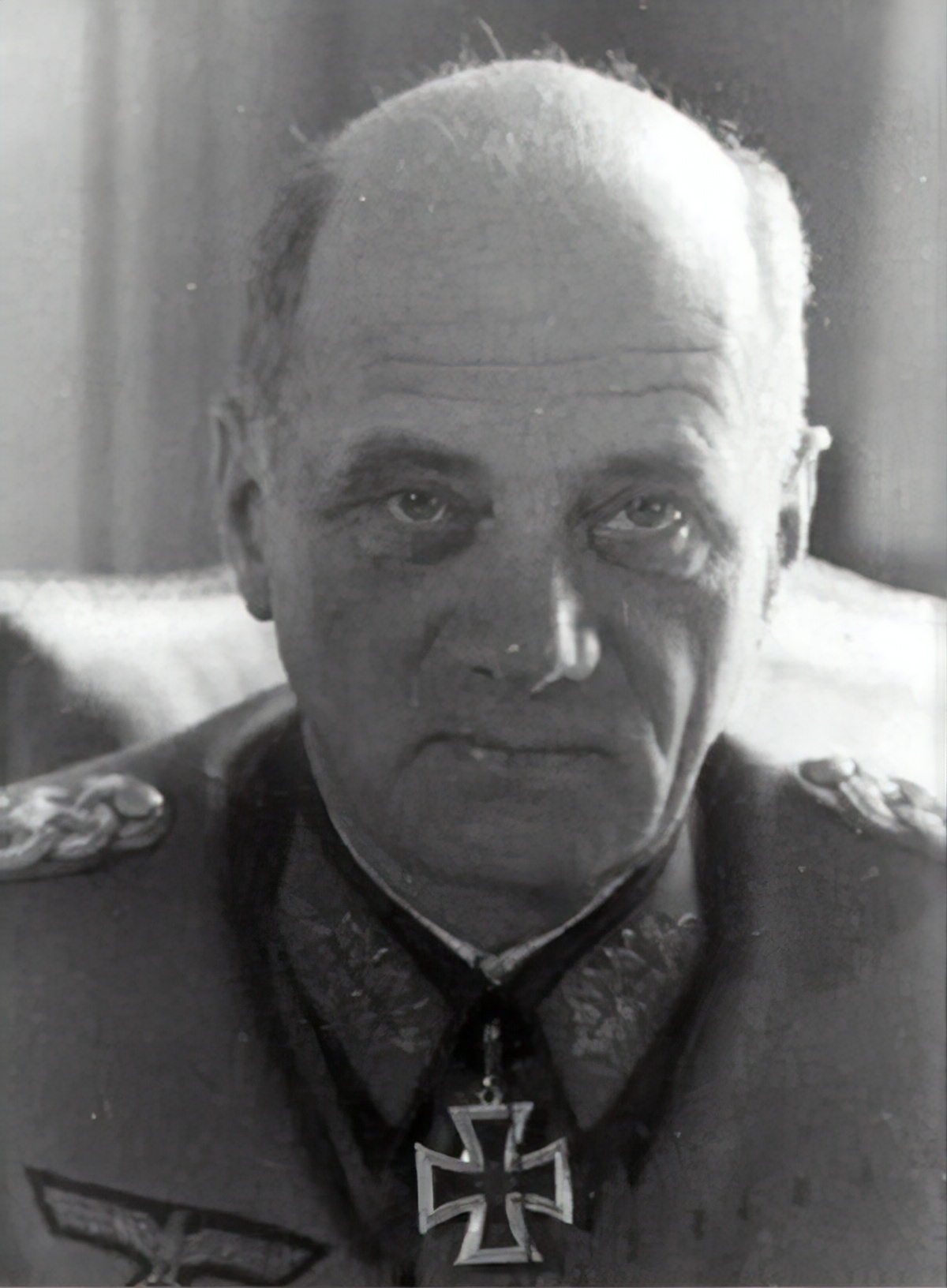
General Hans von Salmuth

| Rang                   | Naam                      | Begin            | Eind             |
| ---------------------- | ------------------------- | ---------------- | ---------------- |
| General der Artillerie | Otto Hartmann             | 26 augustus 1939 | 25 maart 1941    |
| Generalleutnant        | Eugen Ott                 | 25 maart 1941    | 10 mei 1941      |
| General der Infanterie | Hans von Salmuth          | 10 mei 1941      | 27 december 1941 |
| General der Artillerie | Maximilian Fretter-Pico   | 27 december 1941 | 4 juli 1944      |
| General der Kavallerie | Philipp Kleffel           | 4 juli 1944      | 16 juli 1944     |
| Generalleutnant        | Georg-Wilhelm Postel      | 16 juli 1944     | 30 augustus 1944 |
|                        |                           |                  |                  |
| Generalleutnant        | Erich Heinemann           | 26 oktober 1944  | 15 november 1944 |
| Generalleutnant        | Joachim von Treskow       | 15 november 1944 | 23 november 1944 |
| Generalleutnant        | Friedrich-Wilhelm Neumann | 23 november 1944 | 16 december 1944 |
| General der Kavallerie | Philipp Kleffel           | 16 december 1944 | 25 april 1945    |
| Generalleutnant        | Arnold Burmeister         | 25 april 1945    | niet doorgevoerd |